# Lista de prefeitos de Alto Alegre (São Paulo)
Esta é a lista de prefeitos e vice-prefeitos do município de Alto Alegre, no estado brasileiro de São Paulo.
| Nº | Nome                                                     | Partido                                          | Vice-prefeito                        | Início do mandato       | Fim do mandato          | Observações                                     |
| 1  | Dr. Acyr Alves Leite                                     | Partido Social Progressista PSP                  | Lauro Cervigne                       | 1º de janeiro de 1955   | 15 de março de 1957     | Prefeito e vice eleitos em sufrágio universal   |
| —  | Lauro Cervigne                                           | Partido Social Progressista PSP                  | —                                    | 16 de março de 1957     | 31 de dezembro de 1958  | Vice-prefeito eleito no cargo de Prefeito       |
| 2  | Sebastião Silva                                          | Partido Democrata Cristão PDC                    |                                      | 1º de janeiro de 1959   | 31 de dezembro de 1962  | Prefeito eleito                                 |
| 3  | Justino Cervigne (1932–26.03.2013)                       | Partido Social Progressista PSP                  |                                      | 1º de janeiro de 1963   | 31 de dezembro de 1966  | Prefeito eleito                                 |
| 4  | Nelson Jesus Ferlim (Avanhandava, 07.08.1938–01.09.2018) | Aliança renovadora Nacional ARENA                | José Martins Garcia                  | 1º de janeiro de 1967   | 31 de janeiro de 1970   | Prefeito e vice eleitos em sufrágio universal   |
| 5  | José Borges                                              | Aliança renovadora Nacional ARENA                |                                      | 1º de fevereiro de 1970 | 30 de janeiro de 1973   | Prefeito eleito                                 |
| 6  | Nelson Jesus Ferlim                                      | Aliança renovadora Nacional ARENA                |                                      | 31 de janeiro de 1973   | 1º de fevereiro de 1977 | Prefeito eleito                                 |
| 7  | Wandyr Merlo (11.04.1928–25.05.2013)                     | Aliança renovadora Nacional ARENA                |                                      | 1º de fevereiro de 1977 | 31 de janeiro de 1983   | Prefeito eleito                                 |
| 8  | Nelson Jesus Ferlim                                      | Partido Democrático Social PDS                   |                                      | 1º de fevereiro de 1983 | 31 de dezembro de 1988  | Prefeito eleito                                 |
| 9  | Sussumi Ivama                                            | Partido do Movimento Democrático Brasileiro PMDB | José Maria Trisóglio                 | 1º de janeiro de 1989   | 31 de dezembro de 1992  | Prefeito e vice eleitos em sufrágio universal   |
| 10 | José Maria Trisóglio                                     | Partido Trabalhista Brasileiro PTB               | Wandyr Merlo                         | 1º de janeiro de 1993   | 31 de dezembro de 1996  | Prefeito e vice eleitos em sufrágio universa    |
| 11 | Adhemar Martins Flores                                   | Partido da Social Democracia Brasileira PSDB     |                                      | 1º de janeiro de 1997   | 31 de dezembro de 2000  | Prefeito eleito                                 |
| 12 | José Maria Trisóglio                                     | Partido da Frente Liberal PFL                    | Maria das Graças Trisóglio Bis (PFL) | 1º de janeiro de 2001   | 18 de março de 2004     | Prefeito e vice eleitos em sufrágio universal   |
| 13 | Maria das Graças Trisóglio Bis, Daça                     | Partido da Frente Liberal PFL                    | —                                    | 18 de março de 2004     | 31 de dezembro de 2004  | Vice-prefeito eleito no cargo de Prefeito       |
| 13 | Maria das Graças Trisóglio Bis, Daça                     | Partido da Frente Liberal PFL                    | Ilson Peres Thomé (PFL)              | 1º de janeiro de 2005   | 31 de dezembro de 2008  | Prefeita e vice eleitos em sufrágio universal   |
| 14 | Ilson Peres Thomé, Piazza                                | Democratas DEM                                   | Welington Tomé Vargas (DEM)          | 1º de janeiro de 2009   | 31 de dezembro de 2012  | Prefeito e vice eleitos em sufrágio universal   |
| 15 | Helena Berto Tomazini Sorroche                           | Partido Verde PV                                 | Nelson Jesus Ferlim (PT)/(PSDB)      | 1º de janeiro de 2013   | 31 de dezembro de 2016  | Prefeita e vice eleitos em sufrágio universal   |
| 15 | Helena Berto Tomazini Sorroche                           | Partido Verde PV                                 | Nelson Jesus Ferlim (PT)/(PSDB)      | 1º de janeiro de 2017   | 31 de dezembro de 2020  | Prefeita e vice reeleitos em sufrágio universal |
| 16 | Carlos Sussumi Ivama                                     | Movimento Democrático Brasileiro MDB             | Adhemar Martins Flores (PSDB)/(MDB)  | 1° de janeiro de 2021   | 31 de dezembro de 2024  | Prefeita e vice eleitos em sufrágio universal   |
| 16 | Carlos Sussumi Ivama                                     | Movimento Democrático Brasileiro MDB             | Adhemar Martins Flores (PSDB)/(MDB)  | 1° de janeiro de 2025   | Atualidade              | Prefeita e vice reeleitos em sufrágio universal |